# Dane Fox
Dane Fox (* 13. Oktober 1993 in Chatham, Ontario) ist ein kanadischer Eishockeyspieler, der seit Juli 2024 bei den Dresdner Eislöwen aus der DEL2 unter Vertrag steht und dort auf der Position des Centers spielt. Zuvor war Fox unter anderem vier Jahre lang für die Nürnberg Ice Tigers in der Deutschen Eishockey Liga (DEL) aktiv und absolvierte darüber hinaus annähernd 200 Partien in der ECHL.

## Karriere

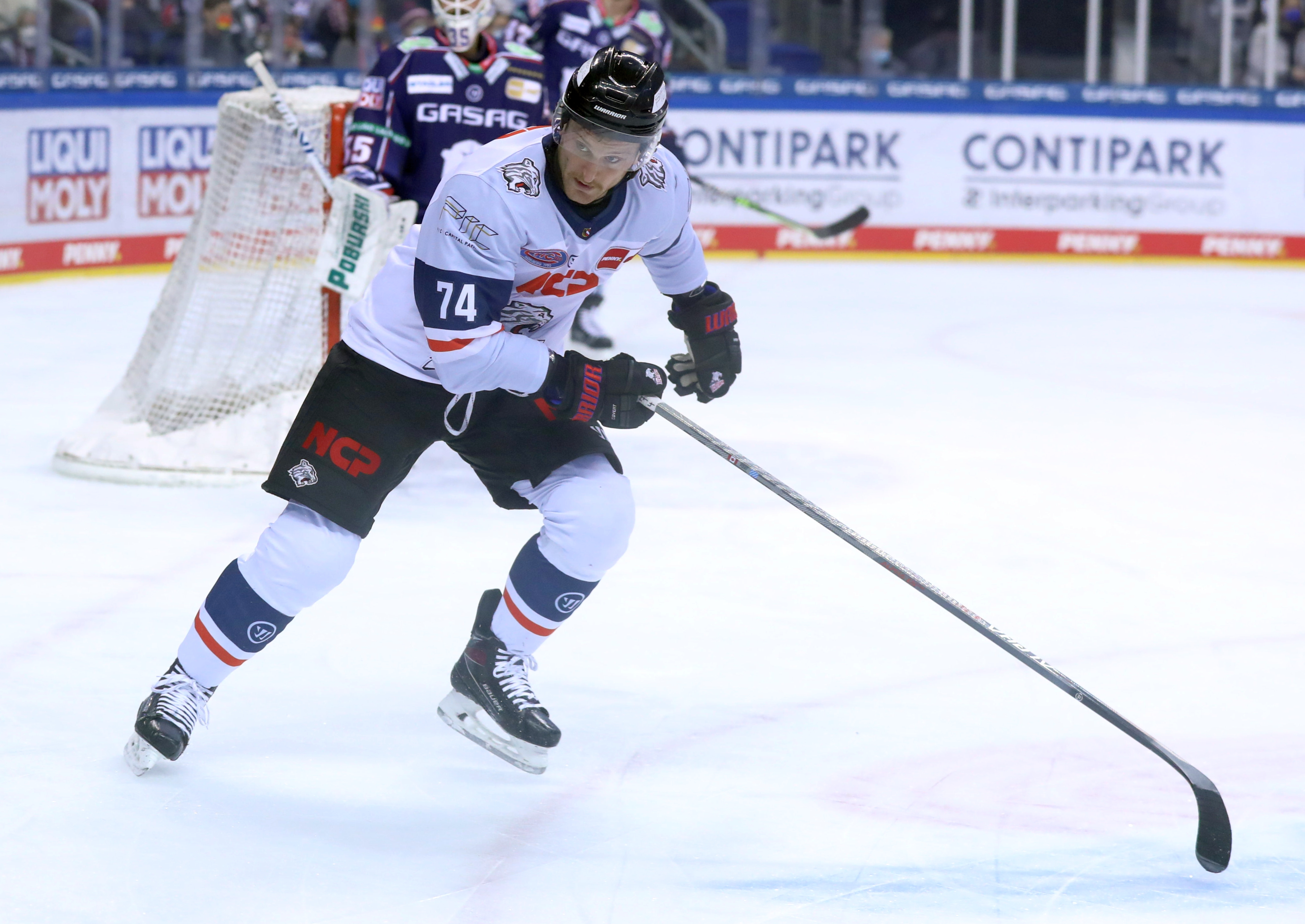
Fox im Trikot der Nürnberg Ice Tigers (2021)

Von 2009 bis 2011 spielte Fox bei den London Knights in der Ontario Hockey League (OHL), ehe er innerhalb der Liga zu den Erie Otters wechselte. Ende Dezember 2013 unterzeichnete Fox als Free Agent einen Einstiegsvertrag bei den Vancouver Canucks aus der National Hockey League (NHL). Er sollte jedoch weiterhin bei den Erie Otters spielen. In der Saison 2013/14 konnte der Angreifer 64 Tore in 67 Spielen erzielen und wurde damit bester Torschütze der Liga. Darüber hinaus erhielt er die Leo Lalonde Memorial Trophy als bester Spieler über 20 Jahre und wurde ins First All-Star Team der Liga berufen.
Während der Saison 2015/16 spielte Fox hauptsächlich im Farmteam der Canucks, den Kalamazoo Wings, in der ECHL. Trotz 50 Scorerpunkten in 53 Spielen schaffte Fox nicht den Sprung in die American Hockey League (AHL) zu den Utica Comets und absolvierte dort nur eine Partie. Im März 2016 wurde Fox von den Canucks im Tausch gegen zukünftige Gegenleistungen (future considerations) zu den Carolina Hurricanes transferiert. Auch dort wurde der Stürmer dem Kooperationspartner Charlotte Checkers aus der AHL zugeteilt. Als Free Agent nach Vertragsende bei den Hurricanes entschied sich Fox für die Fortsetzung seiner Karriere in der ECHL und unterzeichnete im August 2016 einen Einjahresvertrag bei den Missouri Mavericks. Mit 76 Scorerpunkten absolvierte der Center dort seine mit Abstand beste Spielzeit in der Liga.
Mit Beginn der Saison 2017/18 stand der Kanadier bei den Nürnberg Ice Tigers aus der Deutschen Eishockey Liga (DEL) unter Vertrag. Im April 2018 verlängerte er seinen Vertrag um ein Jahr. In zwei Jahren in Nürnberg absolvierte Fox 105 DEL-Spiele, erzielte dabei 27 Tore und gab 26 Vorlagen. Anschließend stand er ein Jahr bei den Frederikshavn White Hawks in der dänischen Metal Ligaen unter Vertrag und wurde mit 24 Toren und 35 Vorlagen viertbester Scorer der Liga. Im August 2020 kehrte er zu den Ice Tigers zurück und verbrachte dort weitere vier Spielzeiten bis zum Ende der Spielzeit 2023/24. Anschließend wechselte der Kanadier zu den Dresdner Eislöwen in die DEL2, mit denen ihm im Frühjahr 2025 der Gewinn der Meisterschaft gelang, der gleichbedeutend mit dem Aufstieg in die DEL war. Ende Juni desselben Jahres wurde Fox von der Nationalen Anti-Doping Agentur (NADA) nach einer positiven Probe auf den Wirkstoff Tetrahydrocannabinol (THC) aus dem Dezember 2024 für drei Monate gesperrt.

## Erfolge und Auszeichnungen
| - 2012 Teilnahme am CHL Top Prospects Game - 2014 Bester Torschütze der OHL - 2014 OHL First All-Star Team | - 2014 Leo Lalonde Memorial Trophy - 2025 DEL2-Meister und Aufstieg in die DEL mit den Dresdner Eislöwen |

## Karrierestatistik
Stand: Ende der Saison 2024/25
(Legende zur Spielerstatistik: Sp oder GP = absolvierte Spiele; T oder G = erzielte Tore; V oder A = erzielte Assists; Pkt oder Pts = erzielte Scorerpunkte; SM oder PIM = erhaltene Strafminuten; +/− = Plus/Minus-Bilanz; PP = erzielte Überzahltore; SH = erzielte Unterzahltore; GW = erzielte Siegtore; 1 Play-downs/Relegation; Kursiv: Statistik nicht vollständig)